# 海国闻见录
《海国闻见录》是清代前期官员陈伦炯所撰的介绍中国海洋地理与海外诸国概况的海域地理学著作，成书于雍正八年（1730年）。共两卷，上卷为《沿海形势录》《东洋记》《东南洋记》《南洋记》《小西洋记》《大西洋记》《昆屯记》《南澳气记》等八篇，下卷为《四海总图》《沿海全图》《台湾图》《台湾后山图》《澎湖图》《琼州图》等六幅地图。陈伦炯少时跟随父亲来往海上，曾游历日本，后任职于台湾、浙江等东海沿海地区海防要职。为海防与经商安全，陈伦炯根据父子的经历写成此书。《海国闻见录》现今主要有1985年中州古籍出版社的李长傅校注本。